# 프리랜서 DJ 선발대회
《프리랜서 DJ 선발대회》는 2010년에 경인방송에서 방송된 DJ 오디션 프로그램이다.

## 같이 보기
- 박준철